# Distrito de Pacapausa
El Distrito de Pacapausa es uno de los ocho distritos que conforman la provincia de Parinacochas, ubicada en el Departamento de Ayacucho, (Perú).

## Historia
El distrito fue creado en los primeros años de la República. Su capital es el centro poblado de Pacapausa.

## División administrativa

### Centros poblados
- Urbanos
  - Pacapausa, con 319 hab. (2017)
- Rurales
  - Ampi, con 92 hab. (2017)
  - Lacaya, con 32 hab. (2017)
  - Chiara, con 14 hab. (2017)
  - Sayhua, con 15 hab. (2017)
  - Quillipampa, con 3 hab. (2017)

## Autoridades

### Municipales
- 2019 - 2022[1]
  - Alcalde: Miky Pablo Oscco Ccerhuayo, de Musuq Ñan.
  - Regidores:

  1. Angelino Valdivia Chancahuaña (Musuq Ñan)
  2. José Fabián Villavicencio Crespo (Musuq Ñan)
  3. Anavilma Curi Villavicencio (Musuq Ñan)
  4. Georgina Fernanda Reyes Chancahuaña (Musuq Ñan)
  5. Elías Gabriel Duran Villavicencio (Movimiento Regional Gana Ayacucho)

Alcaldes anteriores
- 2007 - 2010: Remigio Ccerhuayo Verdi.